# 宗太郎駅
宗太郎駅（そうたろうえき）は、大分県佐伯市宇目大字重岡にある、九州旅客鉄道（JR九州）日豊本線の駅である。

## 概要
大分県最南端の鉄道駅で、JR九州大分支社管轄の駅としても最南端である。1駅南の市棚駅との間には、大分県と宮崎県の県境と、大分支社・宮崎支社の支社境界がある。
青春18きっぷ利用者からは日豊本線延岡 - 佐伯間における普通列車の本数の少なさや、特有の運行時間と同地区の宗太郎峠から難所「宗太郎越え」として有名な駅。停車する普通列車は、1964年ですら1日6.5（土曜・休日は6）往復、昭和末期の1988年でも1日4.5往復のみであった。なお1964年には、京都発宮崎行荷物専用列車（下りのみ）も停車していた。
山間部深くに位置し、小さな集落の最上部にあり、いわゆる秘境駅の一つに数えられるが、自動車での訪問は国道10号を使えば比較的容易である。当駅に通常停車する列車は全て普通列車で、2024年3月ダイヤ改正時点では1日に下り1本、上り2本のみである。
なお2020年10月15日より運行を開始した観光列車「36ぷらす3」では、『土曜日ルート "緑の路"』で重岡駅とともに特別停車駅（同駅での乗降は不可だが停車中はホームに降りられる）となる。
1日の平均利用人数はわずか0.22人程度と非常に少ない。
駅名の由来について前述の観光列車「36ぷらす3」の車内放送では「かつて、近隣に岡藩のお抱えの山が沢山あり、その山を見回りしていた『洲本宗太郎』の名前を取ってこの辺りの地区名が『宗太郎』となった」と紹介されている。

## 歴史
- 1923年（大正12年）12月15日：宗太郎信号場として鉄道省が開設[1][10]。
- 1947年（昭和22年）3月1日：駅に昇格[10]。宗太郎駅開業[2][10]。
- 1968年（昭和43年）4月1日：業務委託駅となる（業務委託先は日本交通観光社）[11]。
- 1972年（昭和47年）3月30日：荷物扱い廃止[12]。無人駅となる[13]。
- 1987年（昭和62年）4月1日：国鉄分割民営化により九州旅客鉄道が継承[10]。
- 2017年（平成29年）
  - 9月19日：平成29年台風18号により9月17日から運休[14]、臼杵駅 - 延岡駅間不通のため佐伯駅 - 延岡駅間で代行バス輸送を開始[15][16]。
  - 9月25日：佐伯駅 - 市棚駅間運転再開（バス代行輸送終了）[17]。

## 駅構造
相対式ホーム2面2線を有する地上駅。互いのホームは跨線橋で連絡している。無人駅で駅舎はなく、かつて存在した駅舎の基礎と改札ラッチが残っている。
2018年3月17日ダイヤ改正以前、日豊本線では当駅のみ前乗り前降りとなっていた。これはそれまで運用されていたステップのないキハ220形に対応したホームの嵩上げを最小限に抑えたためで、上下ホーム共先端部の数メートル分のみ嵩上げされている。
前述のダイヤ改正後、当駅に停車する普通列車は3本共大分車両センター所属の787系電車4両編成に変更されたが、ホームの嵩上げの関係と利用客が少ないため、上下ともに進行方向の先頭車両のドアのみ開閉する（下りは1号車、上りは4号車）。なお、ホーム有効長は3両程度しかないため、「36ぷらす3」では前3両のドアのみ開閉する。
時刻表などは便所の外壁に取り付けられており、駅舎跡横に電話ボックスが設置されている。ホームには待合所があり、駅名標はJR標準型が設置されている（イラストは描かれていない）。跨線橋前（待合室のあるホーム）には、当駅開業に尽力した初代駅長の功績を讃えた記念碑がある。電話ボックスの側には井戸があり、飲用に適しているかは不明なものの、「日豊線一うまい水」と書かれている。

### のりば
| のりば | 路線      | 方向 | 行先     |
| ------ | --------- | ---- | -------- |
| 1      | ■日豊本線 | 上り | 佐伯方面 |
| 2      | ■日豊本線 | 下り | 延岡方面 |

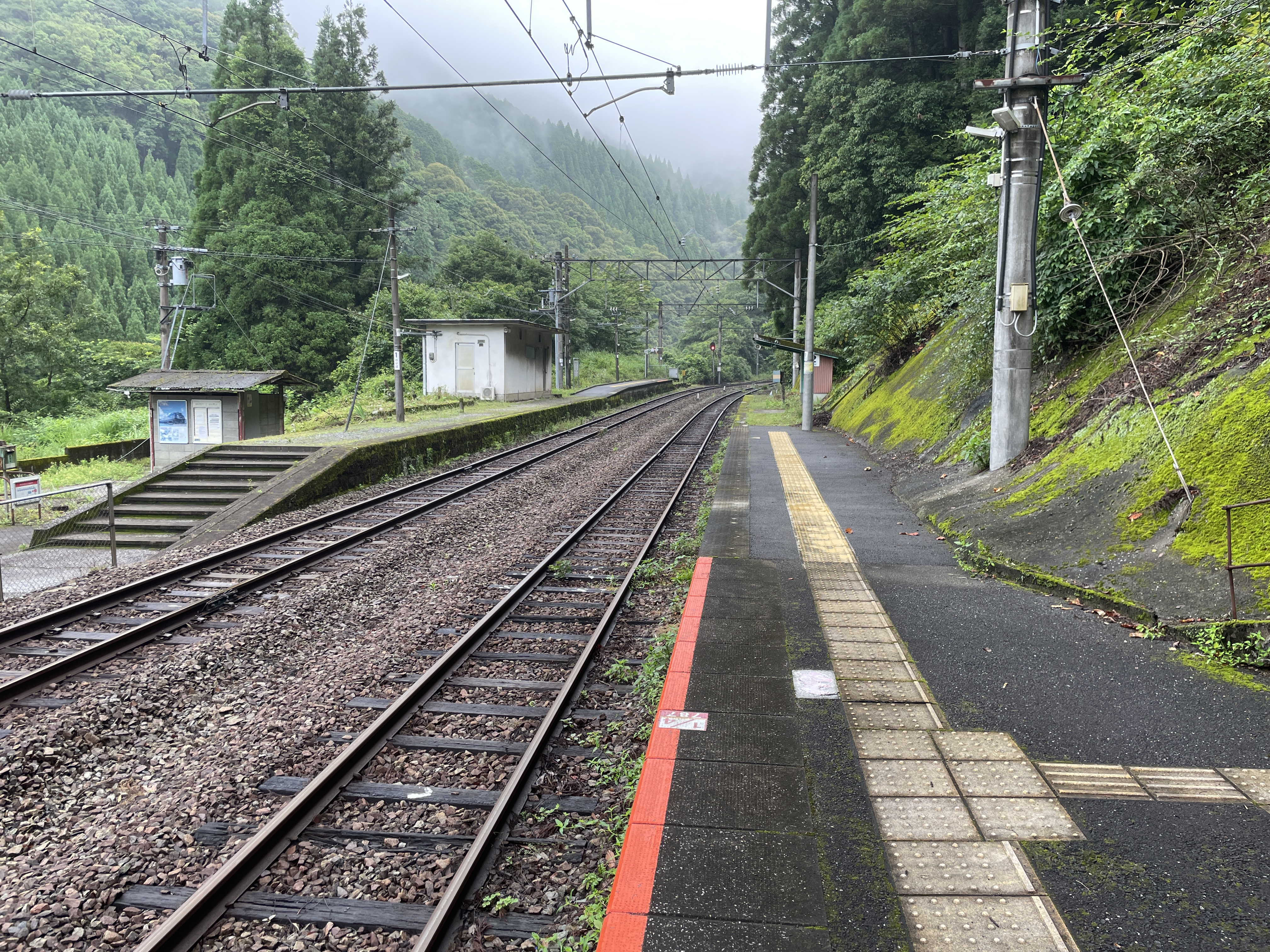
構内（2023年6月）
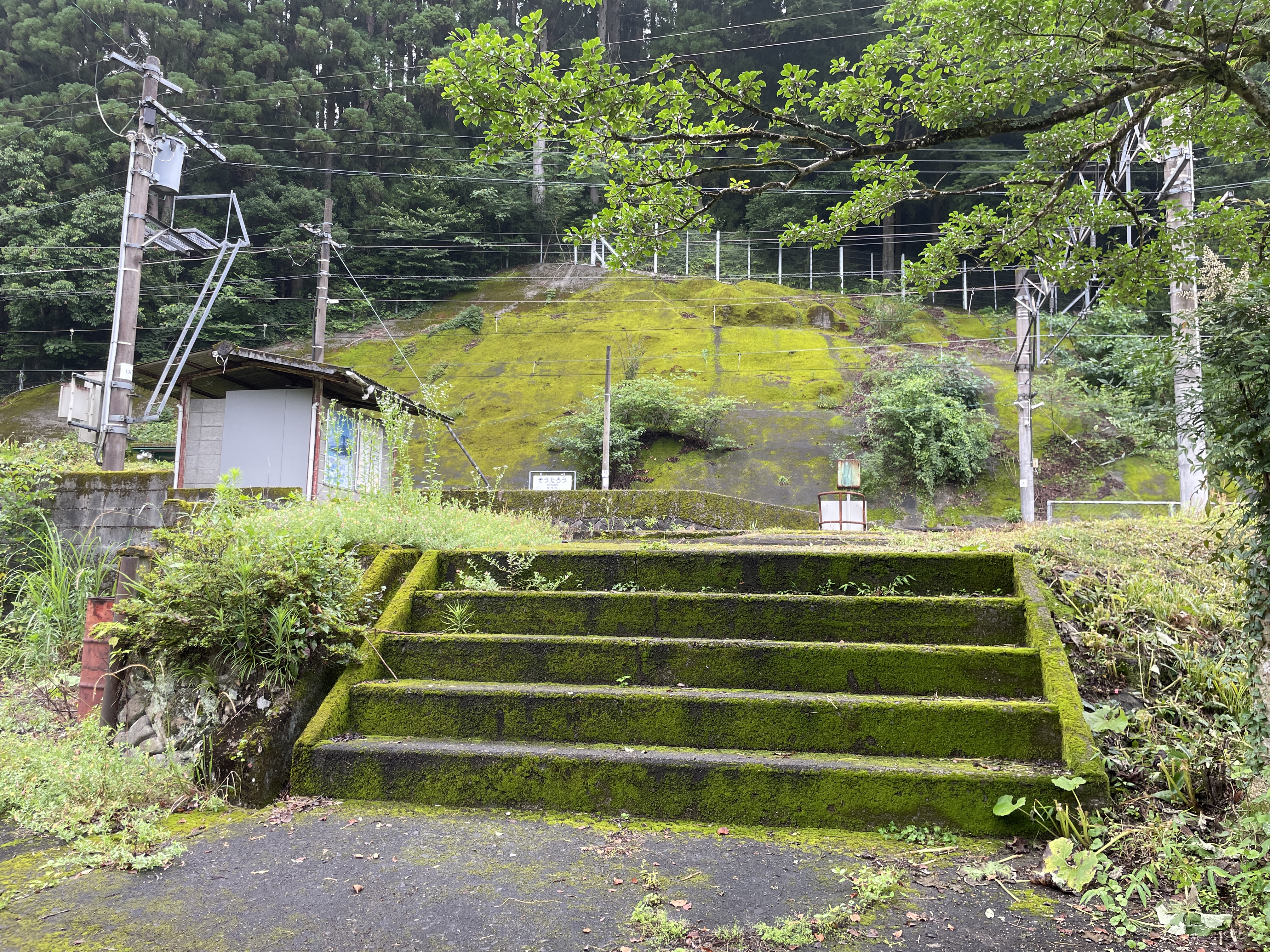
駅出入口（2023年6月）
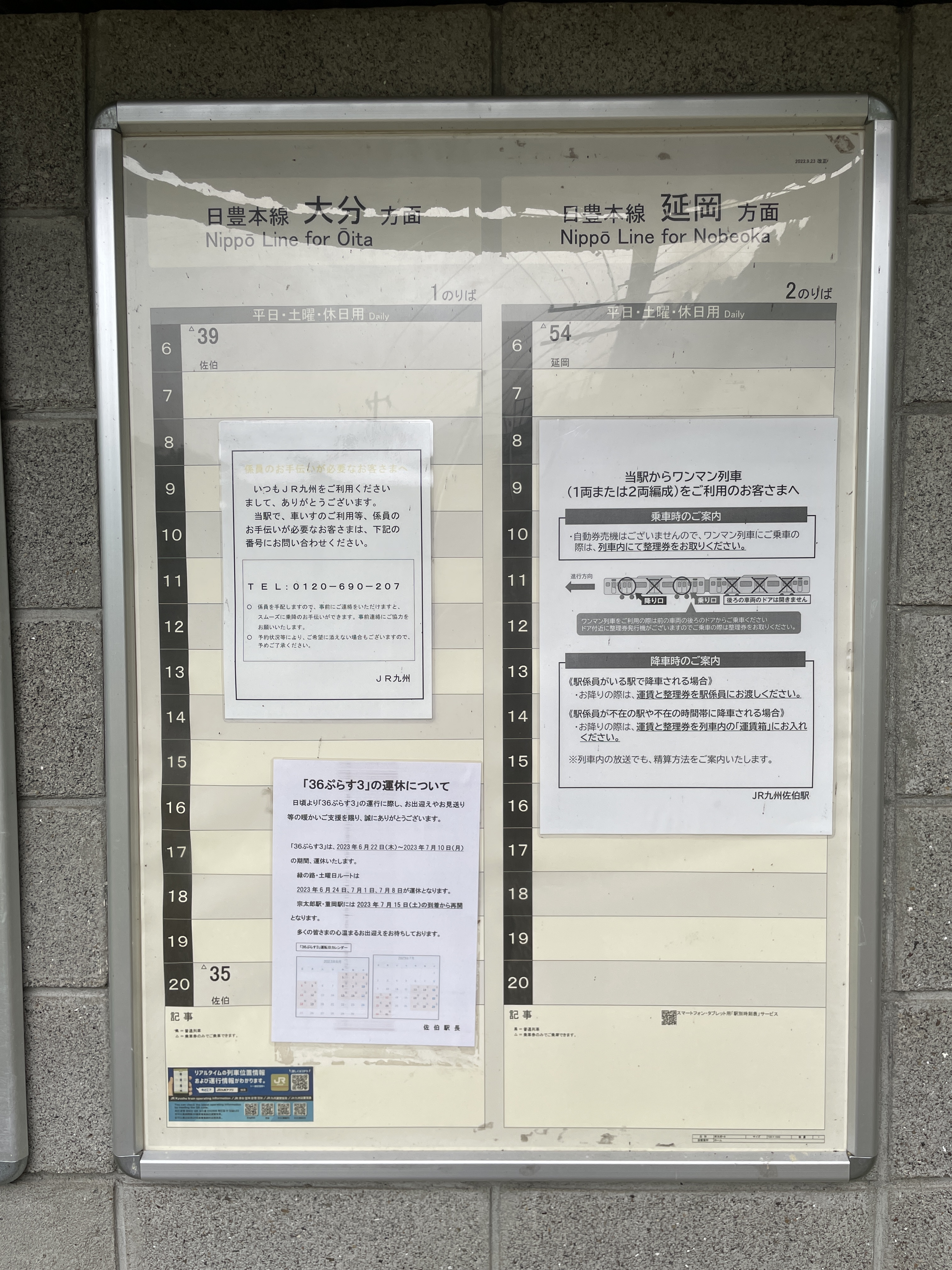
時刻表（2023年6月）
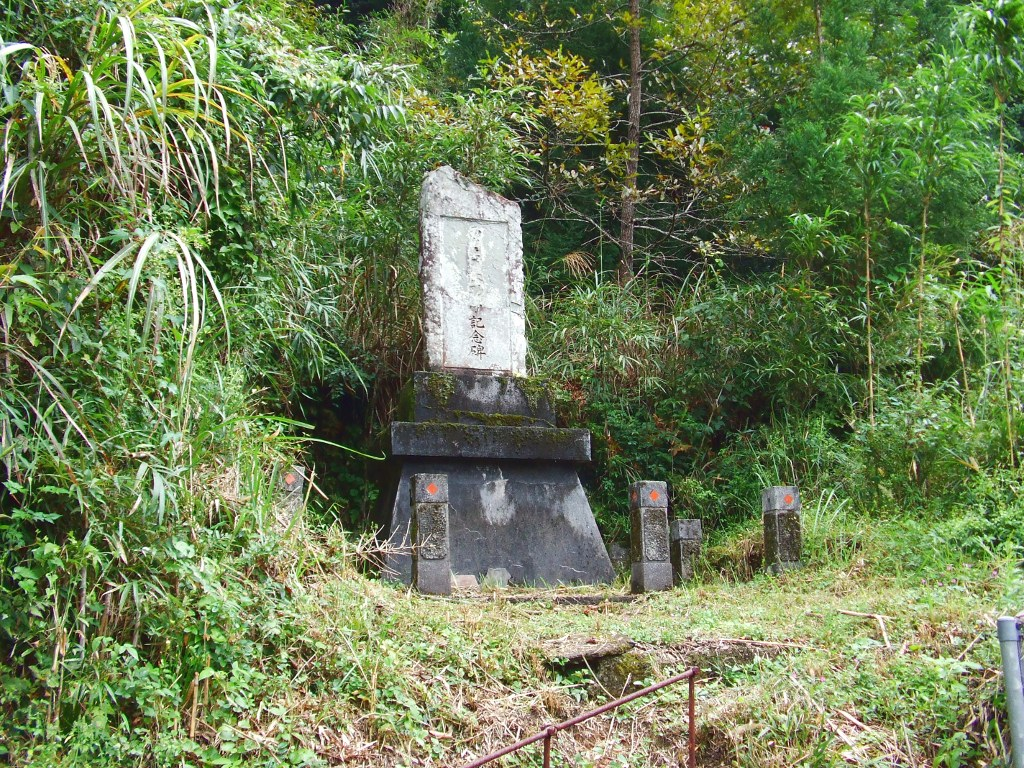
初代駅長の功績を讃えた記念碑
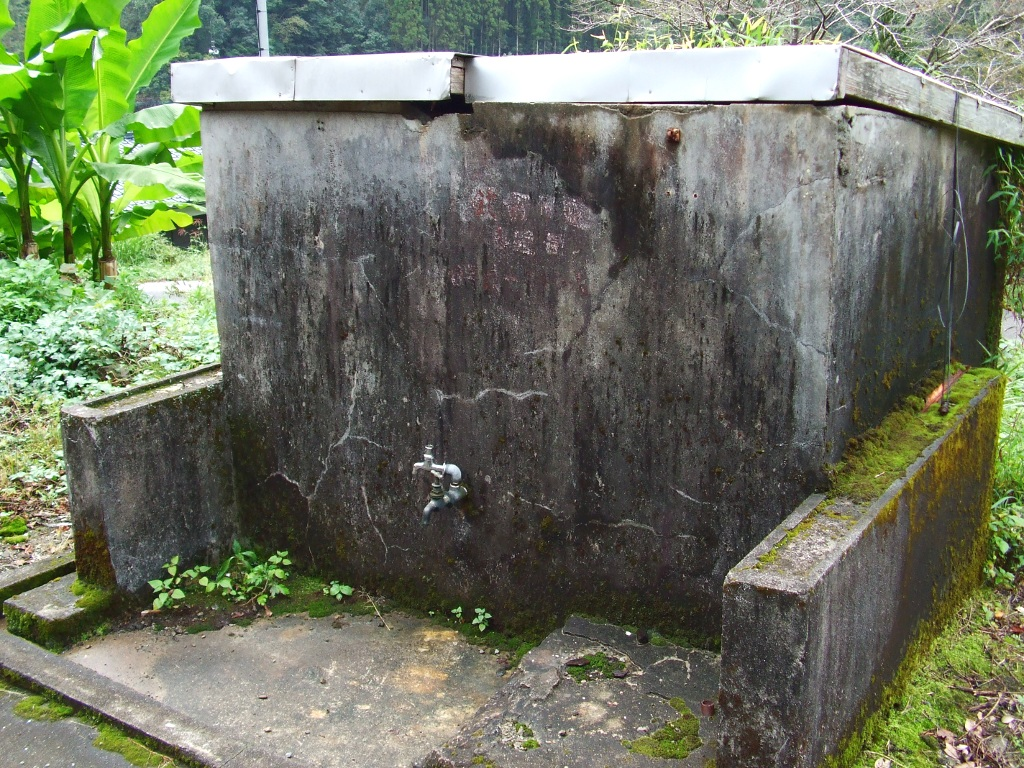
「日豊線一うまい水」と書かれた井戸

## 利用状況
- 2016（平成28）年以降、乗車人員は公表されていない。
- 2015年度の1日平均乗車人員は0.39人で、1人に満たない状況であるが、フリーきっぷあるいは途中下車制度を利用した乗客数は除外されている。

| 乗車人員推移     | 乗車人員推移 | 乗車人員推移 | 備考              |
| ---------------- | ------------ | ------------ | ----------------- |
| 年度             | 1日平均      | 年間         |                   |
| 1990 (平成2年)   | 2.98         | 1,088        | [ 統計 1 ]        |
| 1991 (平成3年)   | 1.73         | 631          | [ 統計 2 ]        |
| 1992 (平成4年)   | 2.13         | 777          | [ 統計 3 ]        |
| 1993 (平成5年)   | 1.65         | 604          | [ 統計 4 ]        |
| 1994 (平成6年)   | 1.27         | 465          | [ 統計 5 ]        |
| 1995 (平成7年)   | 2.12         | 775          | [ 統計 6 ]        |
| 1996 (平成8年)   | 1.01         | 369          | [ 統計 7 ]        |
| 1997 (平成9年)   | 1.08         | 396          | [ 統計 8 ]        |
| 1998 (平成10年)  | 1.15         | 421          | [ 統計 9 ]        |
| 1999 (平成11年)  | 0.95         | 345          | [ 統計 10 ]       |
| 2000 (平成12年)  | 0.98         | 359          |                   |
| 2001 (平成13年)  | 0.66         | 241          |                   |
| 2002 (平成14年)  | 0.32         | 117          |                   |
| 2003 (平成15年)  | 0.35         | 128          |                   |
| 2004 (平成16年)  | 0.25         | 90           |                   |
| 2005 (平成17年)  | 0.25         | 91           |                   |
| 2006 (平成18年)  | 0.25         | 92           |                   |
| 2007 (平成19年)  | 0.24         | 86           |                   |
| 2008 (平成20年)  | 0.36         | 130          |                   |
| 2009 (平成21年)  | 0.24         | 87           |                   |
| 2010 (平成22年)  | 0.22         | 81           |                   |
| 2011 (平成23年)  | 0.16         | 60           | [ 2 ] [ 統計 11 ] |
| 2012 (平成24年)  | 0.16         | 59           |                   |
| 2013 (平成25年)  | 0.71         | 259          |                   |
| 2014（平成26年） | 0.12         | 42           | [ 統計 12 ]       |
| 2015（平成27年） | 0.39         | 144          | [ 統計 13 ]       |

## 駅周辺

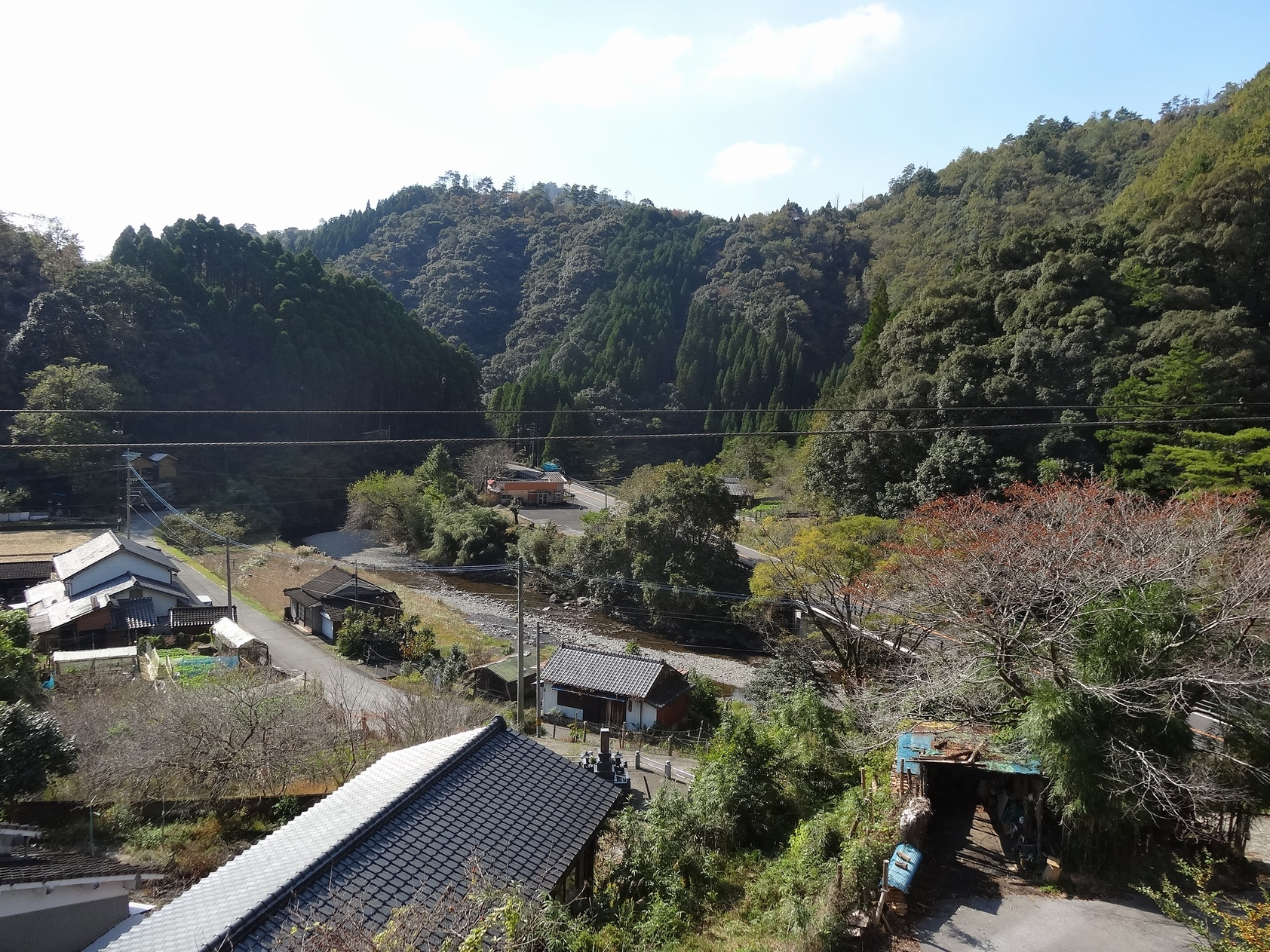
周辺風景（2012年11月）

周辺は国道10号とわずかな民家のみで、空き家も多い。当駅へ繋がる道は幅が狭く自動車での進入は難しいが、バイクでの進入は容易なので、これを利用して駅前まで訪れる鉄道ファンも多い。
駅から国道10号に出るまでの途中で佐伯市コミュニティバス・宇目地域コミュニティバスの宗太郎バス停があるが、同路線はデマンドバスのため、利用する場合（平日8時〜17時の間のみ利用可能）は前日17時までに予約を入れる必要である。
東九州自動車道が全線開通し、且つ佐伯インターから延岡南インター間が無料で通行出来る影響で当駅前の国道10号は自動車の交通量が東九州自動車道開通後、極端に少なくなっている。山奥にあって閑散としており、国道10号に沿って鐙川が流れる。国道10号を大分側へ上ると、途中に「宗太郎トンネル」がある。

## 隣の駅
九州旅客鉄道（JR九州）
■日豊本線
重岡駅 - 宗太郎駅 - 市棚駅